# Lyceum Carolinum
Das Lyceum Carolinum war eine Hochschule im Großherzogtum Frankfurt. Es wurde 1812 von Großherzog Karl Theodor von Dalberg gegründet und bereits 1814 nach der Wiederherstellung der Freien Stadt Frankfurt wieder aufgehoben. Erst 1914 erhielt Frankfurt am Main mit der Johann Wolfgang Goethe-Universität wieder eine Universität.

## Geschichte

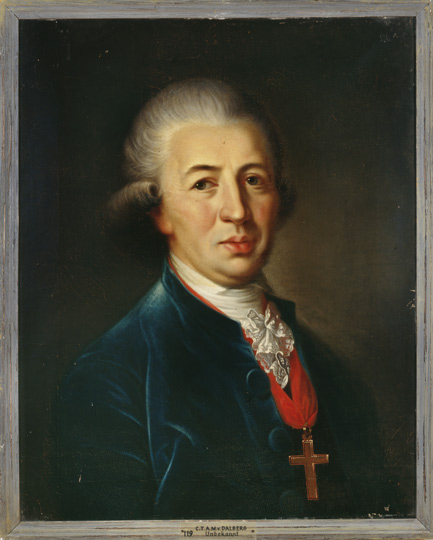
Karl Theodor von Dalberg, Gründer und Namenspatron des Lyceum Carolinum

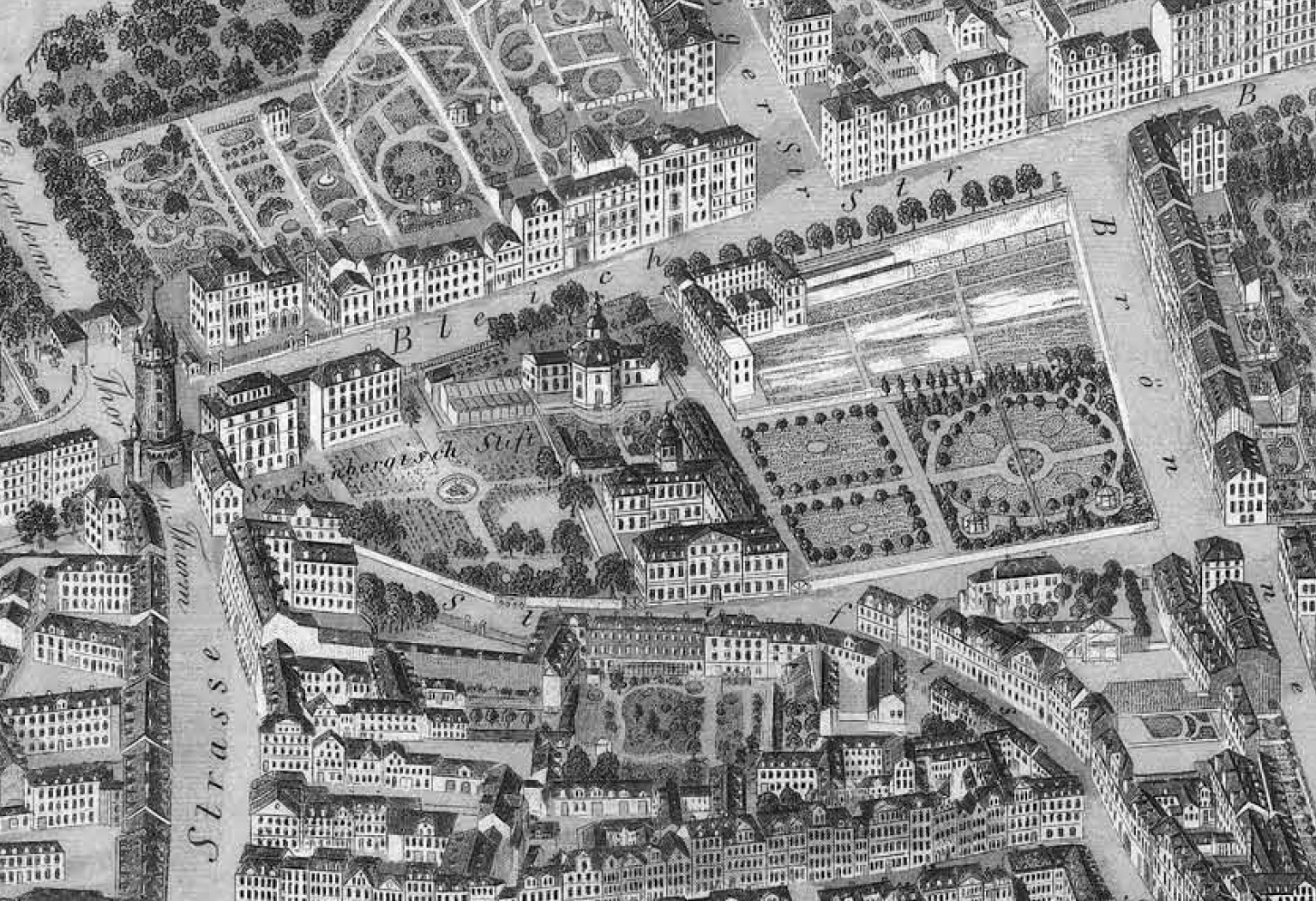
Gelände der senckenbergischen Stiftung am Eschenheimer Tor

Als das Großherzogtum Frankfurt 1810 gegründet wurde, gab es in Frankfurt neben dem seit 1520 bestehenden Städtischen Gymnasium, das nur Schüler lutherischer Konfession aufnahm, noch das 1790 vom Mainzer Erzbischof Friedrich Karl Joseph von Erthal gegründete katholische Gymnasium Fridericianum.
Mit dem Unterrichtsgesetz vom 1. Februar 1812 verfügte der Großherzog, das Frankfurter Gymnasium für alle Konfessionen zu öffnen – auch die erst seit 1811 gleichberechtigten Juden – und das katholische Gymnasium zu schließen. Dalberg ordnete an, das Gymnasium in eine wissenschaftliche Vorschule für ein neues Lyzeum umzuwandeln. In den anderen Departementshauptstädten des Großherzogtums, Aschaffenburg, Hanau und Fulda, sollten weitere Lyzeen gegründet werden. In §13 des Unterrichtsgesetzes hieß es dazu:

„Die Lyceen sollen durch das Studium der Historie, der Philologie, Philosophie, Mathematik, Naturgeschichte, Naturlehre und der allgemeinen Enzyklopädie den Geist der Studierenden zu einer höheren intellectuellen Cultur erheben und ihn zu einer wissenschaftlichen Behandlung der wichtigsten Gegenstände des menschlichen Denkens gewöhnen.“

Das Lyzeum sollte damit zur philosophischen Fakultät einer großherzoglichen Universität werden. Ein allgemeinwissenschaftliches Studium am Lyzeum sollte die Voraussetzung für den Zugang zu den anderen Fakultäten der großherzoglichen Universität bilden und die Studenten auf ein anschließendes Fachstudium an einer spezialisierten Fakultät vorbereiten, die als Akademie nach französischem Vorbild aufzubauen war. Die juristische Ausbildung sollte an der Rechtsschule zu Wetzlar, dem Sitz des ehemaligen Reichskammergerichtes, angesiedelt sein, die medizinisch-chirurgische Spezialschule an der Senckenbergischen Stiftung in Frankfurt. Einen zentralen Standort bildete die Karls-Universität Aschaffenburg, wohin der verbliebene Rumpf der 1798 aufgehobenen Universität Mainz ausgewandert war.
Zum Generalkurator des öffentlichen Unterrichts ernannte Dalberg den Mainzer Theodor Pauli. Dieser berief den Frankfurter Juristen Johann Friedrich Heinrich Schlosser zum großherzoglichen Ober-Schul- und Studienrat und Direktor des Lyzeums.
Das Lyzeum nahm seinen Sitz in den Räumlichkeiten der senckenbergischen Stiftung in der Nähe des Eschenheimer Tores und begann am 9. November 1812 mit sieben Professoren seinen Lehrbetrieb, gleichzeitig mit der medizinisch-chirurgischen Akademie. Ende September 1813 sollte das erste Studienjahr mit einer akademischen Feier beendet werden. Die politische Lage hatte sich allerdings inzwischen so zugespitzt, dass der Festakt abgesagt werden musste. Am 28. September verließ der Großherzog Frankfurt für immer.
Das zweite Studienjahr hatte am 2. November 1813 beginnen sollen. An diesem Tag, kurz nach der Völkerschlacht bei Leipzig, besetzten Truppen der Koalition Frankfurt, deshalb wurde der Semesterbeginn auf den 13. November verschoben. An diesem Tag erschienen die Studenten des neuen Jahrgangs zur Inscription. Von den älteren Lyzeisten des vorangegangenen Jahrgangs war jedoch nur ein einziger wieder erschienen. Die übrigen hatten auf die Fortsetzung des Studiums verzichtet, waren an eine andere Universität gegangen oder hatten sich als Freiwillige zum Heer der Alliierten gemeldet. Dennoch begannen am 15. November 1813 die Vorlesungen.
Im März 1814 waren nur noch sieben Lyzeisten verblieben, die von den sieben Professoren betreut wurden. Inzwischen hatte die Stadt Frankfurt ihre alte Freiheit wiedererlangt; die Aufsicht über das Lyzeum war an die Frankfurter Ober-Schul- und Studieninspektion übergegangen. Da mit dem Ende des Großherzogtums auch die Mittel für den Unterhalt des Lyzeums weggefallen waren, empfahl eine mit einem Gutachten beauftragte Senatskommission im April 1814, das alte Gymnasium wiederherzustellen und den direkten Übergang vom Gymnasium an die Universität wiedereinzurichten. Das Lyzeum sollte zum Wintersemester 1814/15 in eine dem Gymnasium angeschlossene Selektenklasse umgewandelt werden. Das wiederhergestellte Gymnasium sollte „zugleich auch als Realschule bestehen und so eingerichtet werden, daß kein Religionsteil an dessen Besuchung verhindert werde.“ Ein entsprechender Senatsbeschluss erging am 25. August 1814. Er konnte allerdings das Ende des Lyzeums nicht mehr aufhalten. Schon am 27. September 1814 hob der Senat das Lyzeum auf; der Unterrichtsbetrieb war nach dem Ende des Sommers zum Erliegen gekommen. Die geplante Selektenklasse am Gymnasium wurde zwar im Frühjahr 1815 eingerichtet, bestand jedoch nur kurze Zeit.

## Studienordnung
Das von Pauli im September 1812 dekretierte Curriculum des Lyzeums war auf ein viersemestriges Studium ausgelegt. In jeder Woche waren 27 Vorlesungen vorgesehen, darunter im ersten Studienjahr (Cursus) je 9 philosophische, sprachlich-historische und mathematisch-naturwissenschaftliche und im zweiten Studienjahr 11 philosophische, 10 mathematisch-naturwissenschaftliche und 6 altsprachliche. Hauptfächer bildeten Philosophie mit den Themengebieten Logik, Metaphysik, Moralphilosophie, Ästhetik, Geschichte der philosophischen Systeme und Allgemeine Enzyklopädie, Alte Sprachen (Latein, Griechisch und Hebräisch) sowie Mathematik und Naturwissenschaften, darunter Naturgeschichte und Naturlehre (Physik).
Zu Beginn jedes Semesters erschien ein gedrucktes Vorlesungsverzeichnis, der Catalogus praelectionum. Die Immatrikulation der Kandidaten wurde feierlich begangen. Neben den immatrikulierten Studenten, die sich als cand. phil. in Lyceo Carol. Franc. a.M. bezeichneten, gab es auch Gasthörer. Das Durchschnittsalter der Studenten, die nach dem siebten Schuljahr des Gymnasiums übertraten, lag bei 16 Jahren.
Das Lyzeum besaß eine eigene Akademische Gerichtsbarkeit. Die Ordnungsvorschriften für die Kandidaten waren in einem Disziplinar-Gesetz niedergelegt. Hierzu zählten die pünktliche und vollzählige Anwesenheit bei allen Vorlesungen, eine feste Sitzordnung für das ganze Semester, die Pflicht zu einem schicklichen Betragen und das Verbot, Billard-, Kaffee- und Wirtshäuser zu besuchen. Die vorgesehenen Disziplinarstrafen waren einfache und öffentliche Verweise, mehrstündige bis dreitägige Inkarzerierung, Consilium abeundi und öffentliche Relegation. In allen bürgerlichen, peinlichen und Polizei-Vergehen unterlagen die Kandidaten der allgemeinen Gerichtsbarkeit.

## Finanzierung

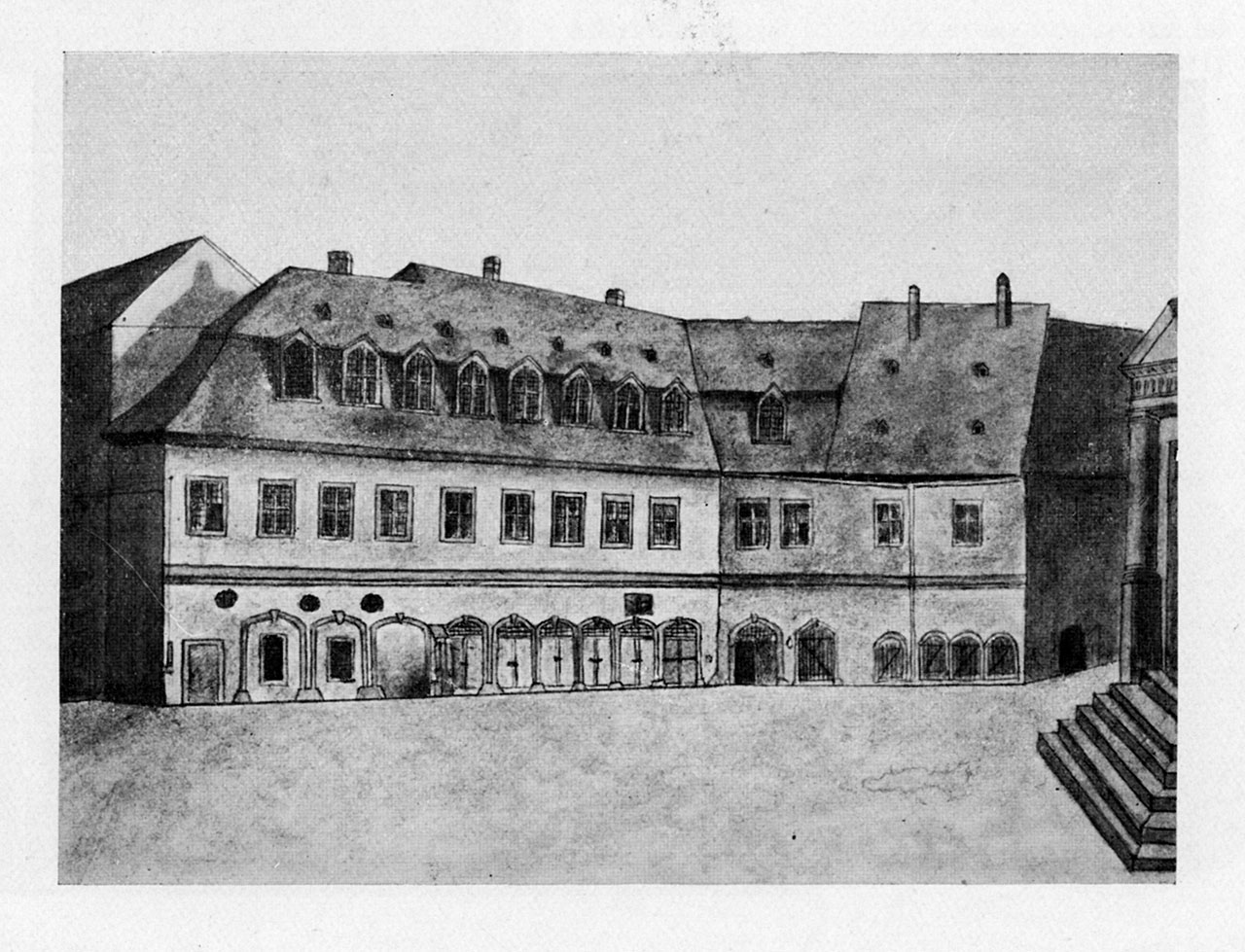
Ehemaliges Barfüßerkloster, Sitz des städtischen Gymnasiums und der Stadtbibliothek

Zur Finanzierung des Lyzeums stellte Dalberg im November 1812 einen Fonds von jährlich 3000 Gulden (fl.) zur Verfügung. Dem Fonds flossen darüber hinaus die Inskriptions- und Stempelgebühren der Studenten und Professoren sowie die Kolleggelder der Studenten zu. Jeder Student hatte bei der Erstimmatrikulation 14 fl., später je Semester 10 fl. 45 kr. zu zahlen. Gasthörer zahlten 5 fl. je Kollegstunde. Die Buchführung des Lyzeums übernahm der Rentmeister des Bürgerhospitals.
Von den fünf am Gymnasium angestellten Professoren trat nur Poppe gänzlich ans Lyzeum über. Er behielt sein bisheriges Gymnasiallehrergehalt nebst Akzidenzien sowie zusätzlich 600 fl., sodass er einschließlich aller Zulagen auf ein Jahresgehalt von 2132 fl. 39 4/7 kr. kam. Darin waren auch Deputate an Feuerholz, Korn, Wein und Salz enthalten.
Die Professoren Matthiä, Grotefend, Schlosser, Hering und Roth blieben hauptamtlich am Gymnasium angestellt. Für ihre Lehrtätigkeit am Lyzeum erhielten sie Zulagen von 150 fl. (Roth) bis 600 fl. (Schlosser). Molitor unterrichtete weiterhin nebenamtlich am Philanthropin und erhielt am Lyzeum eine Zulage von 750 fl. Insgesamt kostete die Professorenbesoldung am Lyzeum 2900 fl. jährlich.
Die Miete im senckenbergischen Stift, die Besoldung des Pedellen und des Dieners der Physik übernahm die medizinisch-chirurgische Schule. Die Versorgung mit geisteswissenschaftlicher Literatur oblag der Stadtbibliothek, die damals ihren Sitz in den Räumen des Gymnasiums im ehemaligen Barfüßerkloster hatte. Für die naturwissenschaftliche Literatur sorgte die Senckenbergische Bibliothek.

## Persönlichkeiten
Die Professoren des Lyzeums wurden überwiegend aus dem Kollegium des Gymnasiums berufen. Professoren für klassische Literatur wurden der Rektor Friedrich Christian Matthiä und sein Konrektor Georg Friedrich Grotefend. Professor für Weltgeschichte und Geschichte der philosophischen Systeme wurde Friedrich Christoph Schlosser, für Naturgeschichte, Naturlehre und Mathematik Johann Heinrich Moritz Poppe, für Encyclopädie Georg Michael Roth und für Hebräische Sprache Simon Heinrich Adolf Herling. Aus dem Kollegium des jüdischen Philanthropin erhielt Franz Joseph Molitor eine Professur für Philosophie.
Nach dem Ende des Carolinums kehrten die Professoren an das Gymnasium bzw. das Philanthropin zurück.
Unter den Studenten des Lyzeums sind später der Historiker Johann Friedrich Böhmer und der Arzt und Naturforscher Johann Michael Mappes hervorgetreten.